# Рахул Санкрітяян
Рахул Санкрітяян (народився Кедарнатх Панді; 9 квітня 1893 року — 14 квітня 1963 року) — індійський письменник і поліглот, який писав мовами бходжпурі та гінді.  

## Біографія
Він народився як Кедарнатх Панді в сім'ї Бхуміхар  9 квітня 1893 року в селі Пандаха.

## Філософія
Спочатку він був пристрасним послідовником Ар'ї Самаджа Свамі Даянанди Сарасваті. Після прийняття Дікші на Шрі-Ланці він став Рахулом (сином Будди). Він втратив віру в існування Бога, але все ще зберіг віру в реінкарнацію.   

## Подорожі
Відіграв вирішальну роль у наданні тревелогам «літературної форми». Він був одним із найбільш часто подорожніх вчених Індії, витративши сорок п’ять років свого життя на подорожі далеко від рідного дому. 
Подорожі Санкрітяяна привели його до різних частин Індії, включаючи Ладакх, Кіннаур і Кашмір. Він відвідав кілька інших країн, включаючи Непал, Тибет, Шрі-Ланку Китай і колишній Радянський Союз. Він здебільшого користувався наземним транспортом, а до деяких країн їздив таємно; він прибув до Тибету як буддійський монах. Він здійснив кілька подорожей до Тибету і привіз до Індії цінні картини та рукописи на палі та санскриті.  

## Книги
Санкрітяян розумів кілька мов, включаючи бходжпурі, гінді, санскрит, палі, магахі, урду, перську, арабську, тамільську, каннада, тибетську, сингальську, французьку та російську. Він також був індологом, теоретиком марксизму та творчим письменником.  Він почав писати у двадцять років, і його твори, загальною кількістю понад 100, охоплювали різноманітні теми, включаючи соціологію, історію, філософію, буддизм, тибетологію, лексикографію, граматику, редагування текстів, фольклор, науку, драму та політику. 

Надгробок Рахула в Дарджилінгу. Цей надгробок встановлено в місці під назвою «Мурда Хааті» є місцем кремації в центрі міста на нижніх висотах Дарджілінгу.

Однією з його книг на хінді є "Подорож від Волги до Гангу ») — твір історичної белетристики про міграцію арійців із степів Євразії до регіонів навколо Волги, їхні переміщення через Гіндукуш, Гімалаї та субгімалайські регіони; і їх поширення на Індо-Гангських рівнинах субконтиненту Індія. Книга починається з 6000 року до н.е. і закінчується 1942 роком. Опубліковано в 1942 році.  
Його література про подорожі включає:
- Tibbat Me Sava Varsha (1933)
- Мері Європа Ятра (1935)
- Атхато Гумаккад Джіг'яса
- Волга Се Ганга
- Asia ke Durgam Bhukhando Mein
- Ятра Ке Панне
- Кіннар Деш Майн

Більше ніж десять його книг перекладено та видано бенгальською мовою. У 1963 році він був нагороджений Падмабхушаном , а в 1958 році отримав премію Sahitya Akademi за свою книгу Madhya Asia Ka Itihaas. 

## Особисте життя і сім'я

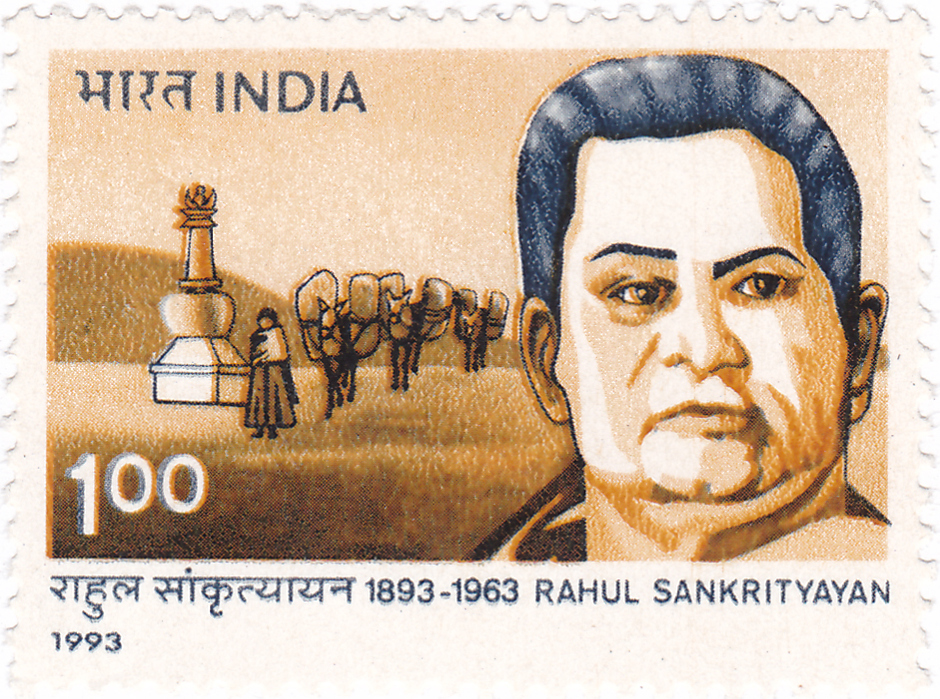
Санкрітяян на марці Індії 1993 року

Під час свого перебування в Радянській Росії вдруге, прийнявши запрошення викладати буддизм у Ленінградському університеті, він познайомився з монгольською вченою Лолою (Еллена Нарвертівна Козеровська).  Вона могла розмовляти французькою, англійською та російською мовами та писати на санскриті. Вона допомагала йому в роботі над тибетсько-санскритським словником. Їхня прихильність закінчилася весіллям і народженням сина Ігоря Рагуловича. Мати й син не супроводжували Рахула до Індії після завершення його призначення. 
Наприкінці життя він одружився з Камалою Санкрітяян, яка була індійською письменницею, редактором і вченим гінді та непальської мови. У них була дочка Джая Санкрітяян Пархоук, один син Джета. Джета є професором економіки в Університеті Північної Бенгалії.

## Смерть
Рахул погодився на роботу викладача в університеті Шрі-Ланки, де він серйозно захворів на діабет, високий кров'яний тиск і легкий інсульт.  Він помер у Дарджилінгу в 1963 році. 

Рахул Нівас у вересні 2015 року

## Твори

### На гінді
Романи
- Баесвін Саді – 1923 рік
- Джіні Ке Ліє – 1940 рік
- Сімха Сенапаті – 1944 рік
- Джай Яудхея – 1944 рік
- Бхаго Нахін, Дунія ко Бадло – 1944
- Мадхур Свапна – 1949 рік
- Раджастхані Ранівас – 1953 рік
- Вісмріт Ятрі – 1954
- Диводи – 1960
- Vismriti Ke Garbh Me

Оповідання
- Сатмі ке Бахче – 1935 рік
- Волга Се Ганга – 1944 рік
- Бахурангі Мадхупурі – 1953 рік
- Kanaila ki Katha – 1955–56

Автобіографія
- Мері Дживан Ятра I – 1944
- Мері Дживан Ятра II – 1950
- Meri Jivan Yatra III, IV, V – опубліковано посмертно

### Споріднений тибетським
- Тіббаті Бал-Сікша – 1933 рік
- Pathavali (том 1, 2 і 3) – 1933
- Tibbati Vyakaran (Тибетська граматика) – 1933
- Tibbat May Budh Dharm -1948
- Лхаса кі ор
- Гімалаї Парічай Бхаг 1
- Гімалаї Парічай Бхаг 2